# Epidendrum coryophorum
Epidendrum coryophorum är en orkidéart som först beskrevs av Carl Sigismund Kunth, och fick sitt nu gällande namn av Heinrich Gustav Reichenbach. Epidendrum coryophorum ingår i släktet Epidendrum och familjen orkidéer. Inga underarter finns listade i Catalogue of Life.